# Saghmosavank
Saghmosavank (en arménien Սաղմոսավանք) ou le monastère des psaumes est un monastère arménien situé dans le marz d'Aragatsotn, à une vingtaine de kilomètres d'Erevan, sur une hauteur surplombant la vallée du Kasakh.
Le monastère appartient à la deuxième période de développement de l'architecture médiévale arménienne, au XIIIe siècle. Saghmosavank entrait dans les possessions de la famille des Vatchoutian.
Ses principaux bâtiments sont l'église Sourp Sion (« Sainte-Sion »), le gavit, le matenadaran (« bibliothèque ») et la petite église Sourp Astvatsatsin (« Sainte-Mère-de-Dieu »).

## Situation géographique

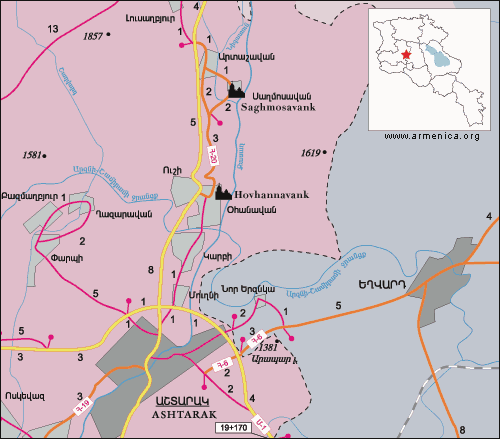
Situation de Saghmosavank.

Le monastère est situé dans le marz d'Aragatsotn dans le village de Saghmosavan à 5 km au nord d'Ohanavan, à une vingtaine de kilomètres d'Erevan. Il a été construit non loin de la rivière Kasakh. Il est relié par un ancien sentier à Hovhannavank, situé à 5 km au sud.

## Histoire
Dans sa configuration actuelle, le monastère remonte à la période zakaride au XIIIe siècle alors qu'il entre dans les possessions des Vatchoutian. Il succède cependant à un complexe remontant au moins au VIIe siècle. Endommagé lors des invasions mongoles au XIIIe siècle et des guerres entre l'Empire ottoman et la Perse au XVIe siècle, il est restauré au XVIIe siècle et en 1890.
Son nom lui vient de la grande activité de son scriptorium à cette époque.
Le monastère a été entièrement rénové en 2001 par une association française (« Terre et culture ») et a été à nouveau consacré par le Catholicos Garéguine II Nersissian.

## Bâtiments
Pour un article plus général, voir Architecture arménienne.
Les principaux bâtiments de Saghmosavank sont Sourp Sion, le gavit, le matenadaran et Sourp Astvatsatsin.

### Sourp Sionet legavit
Sourp Sion (« Sainte-Sion »), l'église principale, est édifiée en 1215 par Vatché Vatchoutian. Il s'agit d'une croix inscrite à coupole, dotée de quatre pièces d'angle cloisonnées à deux étages et surmontée d'un tambour cylindrique particulièrement haut et d'un dôme.

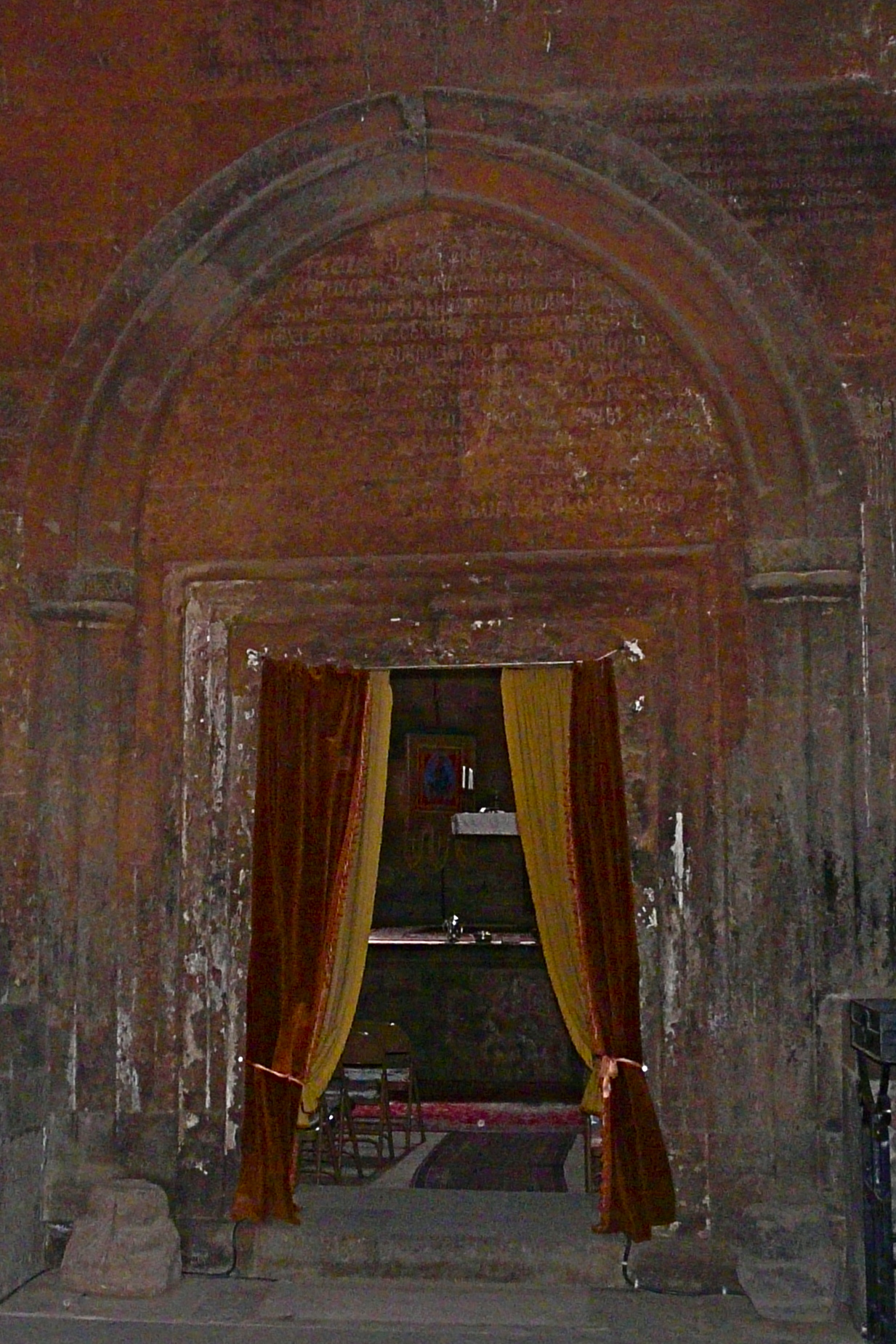
Portail occidental de Sourp Sion.
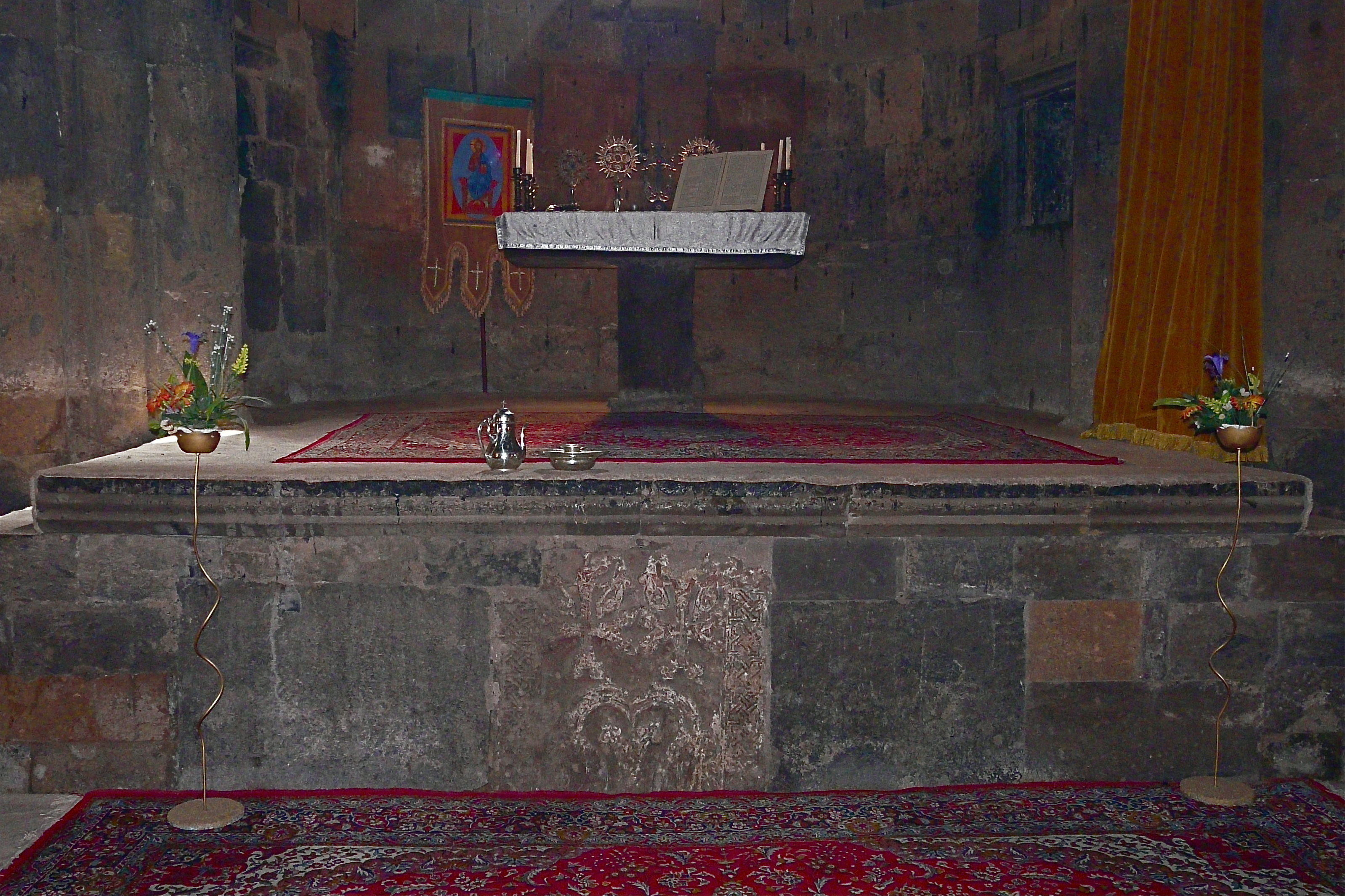
Autel de Sourp Sion.
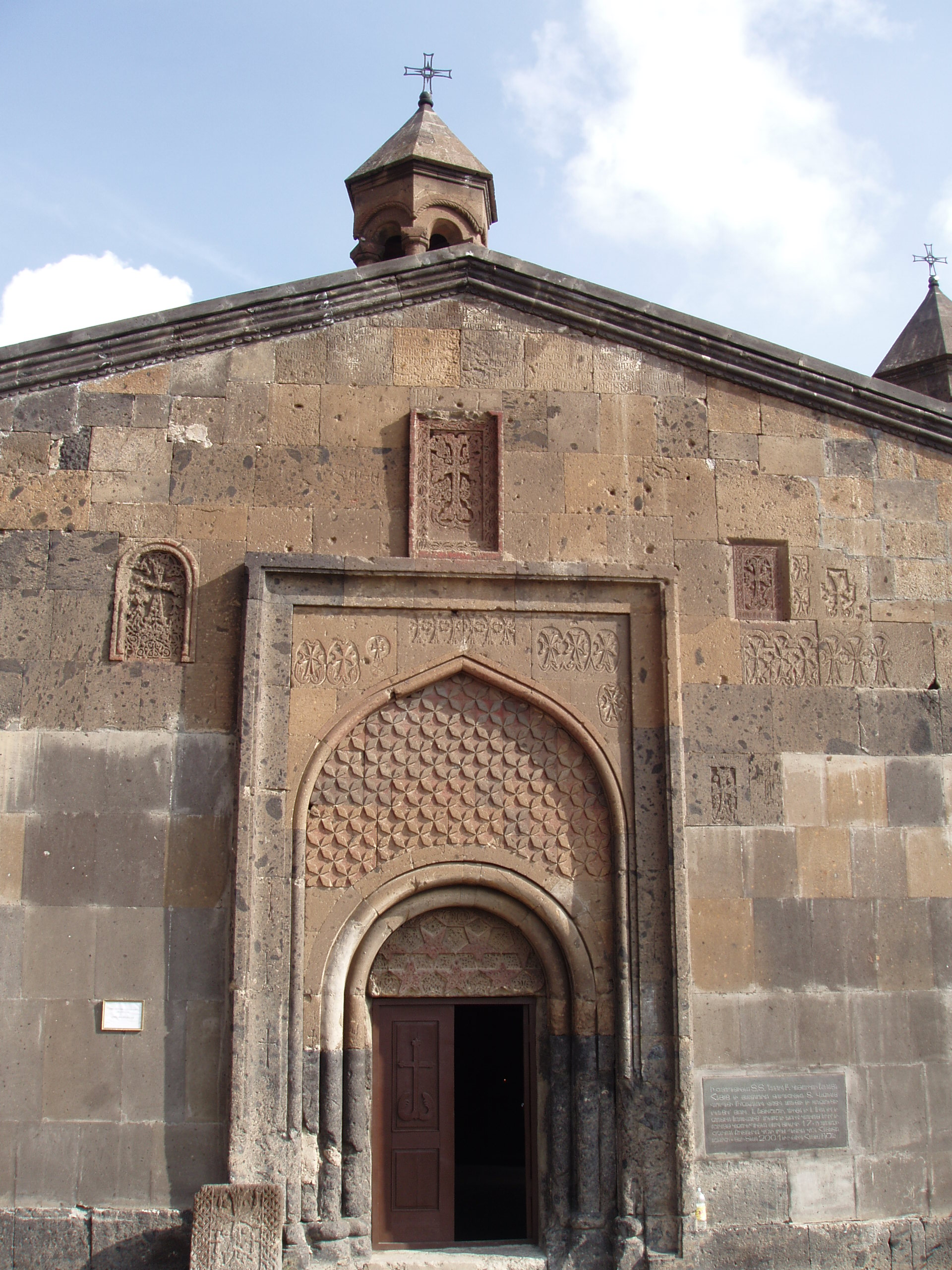
Portail occidental du gavit.
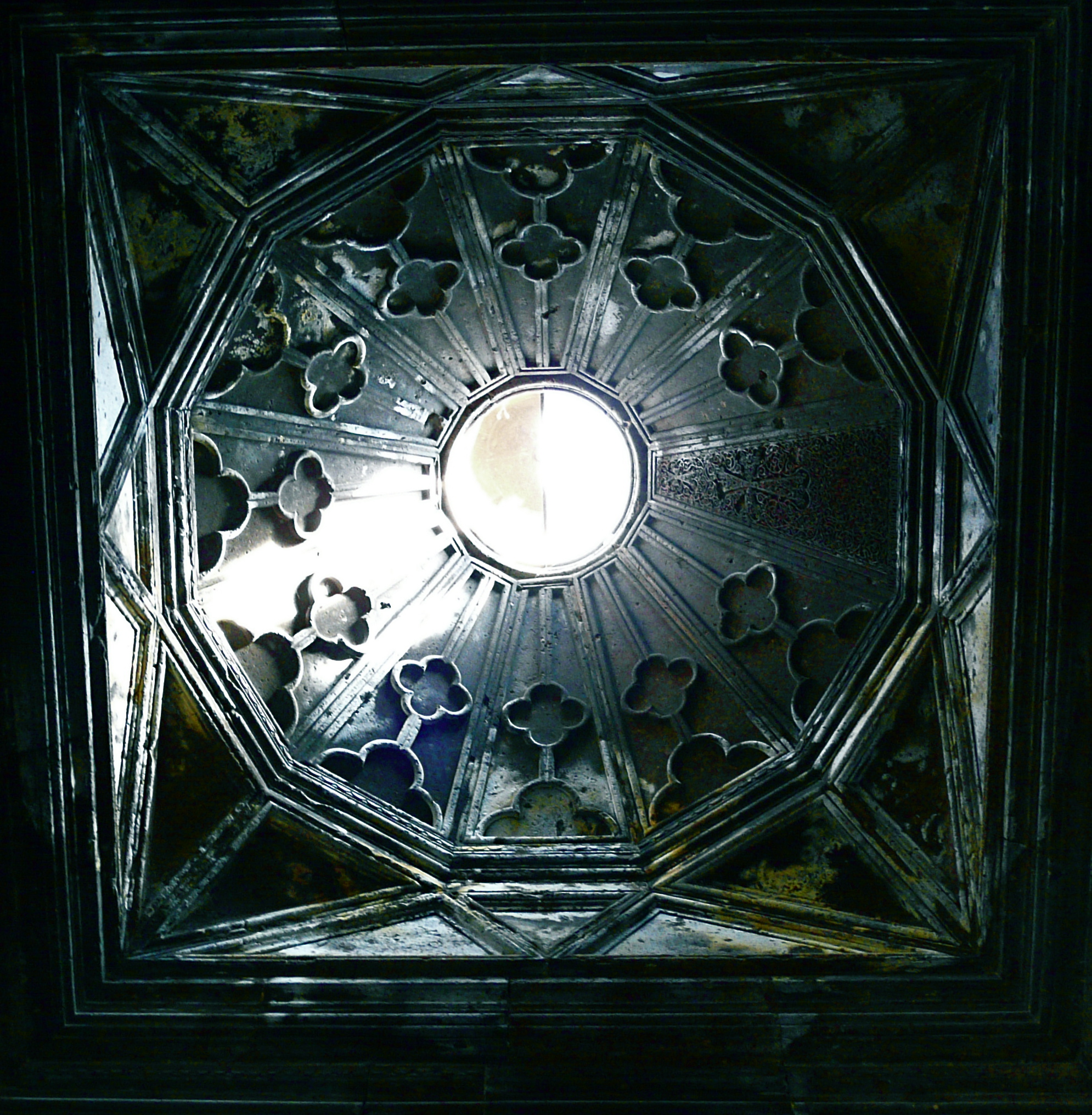
Coupole du gavit.

Le gavit adossé à la façade occidentale de Sourp Sion date également de 1215. Il mesure 13 m sur 13,5 m et possède une coupole soutenue par quatre piliers et divisée en douze trapèzes ornés ; elle est surmontée d'un dôme à colonnes. Son portail occidental est doté d'un tympan orné de motifs géométriques de tufs de différentes couleurs.

### Lematenadaran
Construit en 1255 par Kourd Vatchoutian, le matenadaran (« bibliothèque »), une église aménagée, a une composition originale en forme de L et est adossé aux façades méridionales de Sourp Sion et du gavit. Il est doté d'une voûte supportée par des arcs entrecroisés et son espace intérieur fort décoré est organisé autour de son abside, dont les intrados sont ornés de décors peints. Sa coupole est surmontée d'une rotonde. Enfin, ses façades occidentale et méridionale sont décorées de différents décors sculptés, dont des croix.

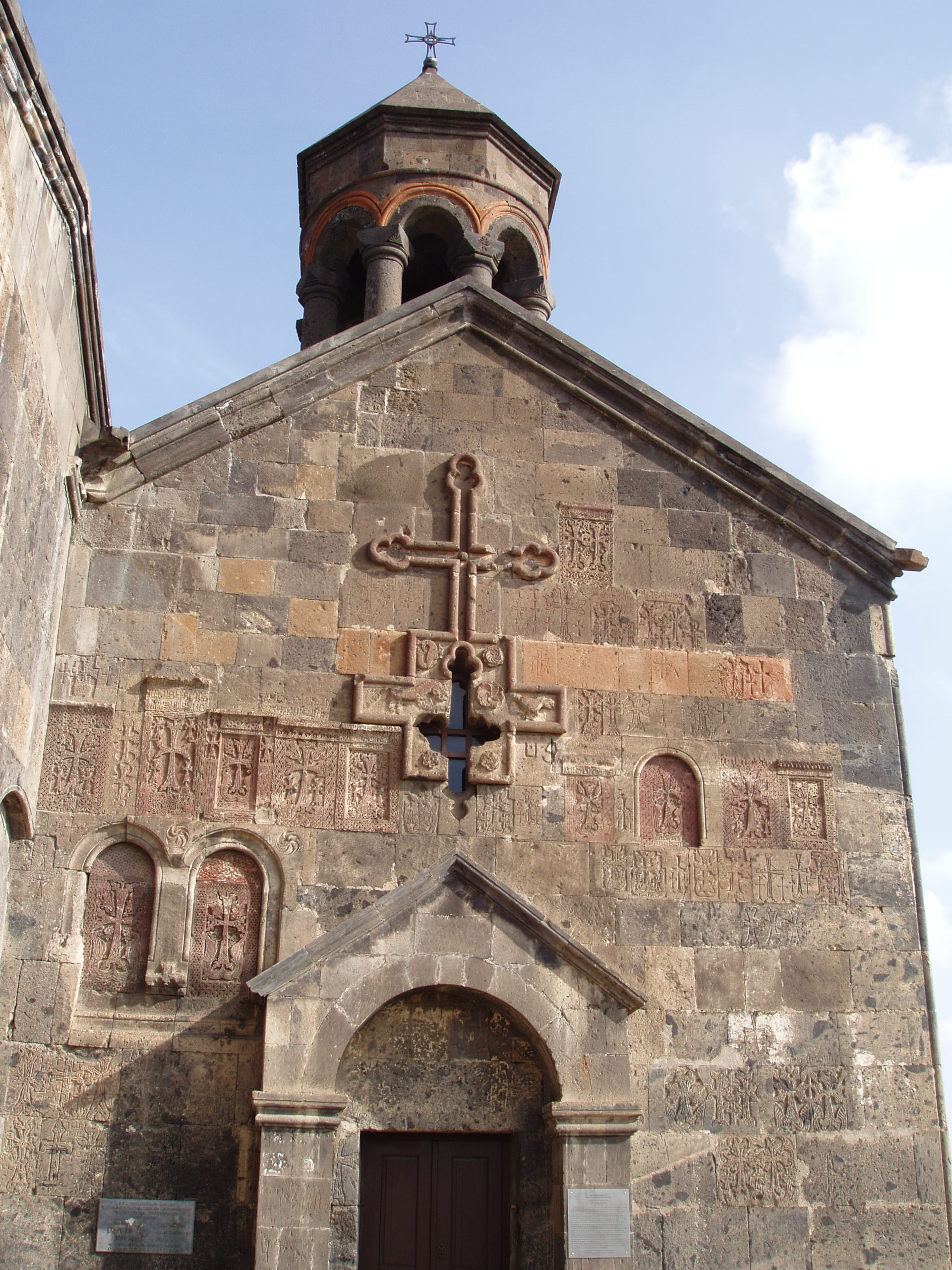
Façade occidentale du matenadaran.
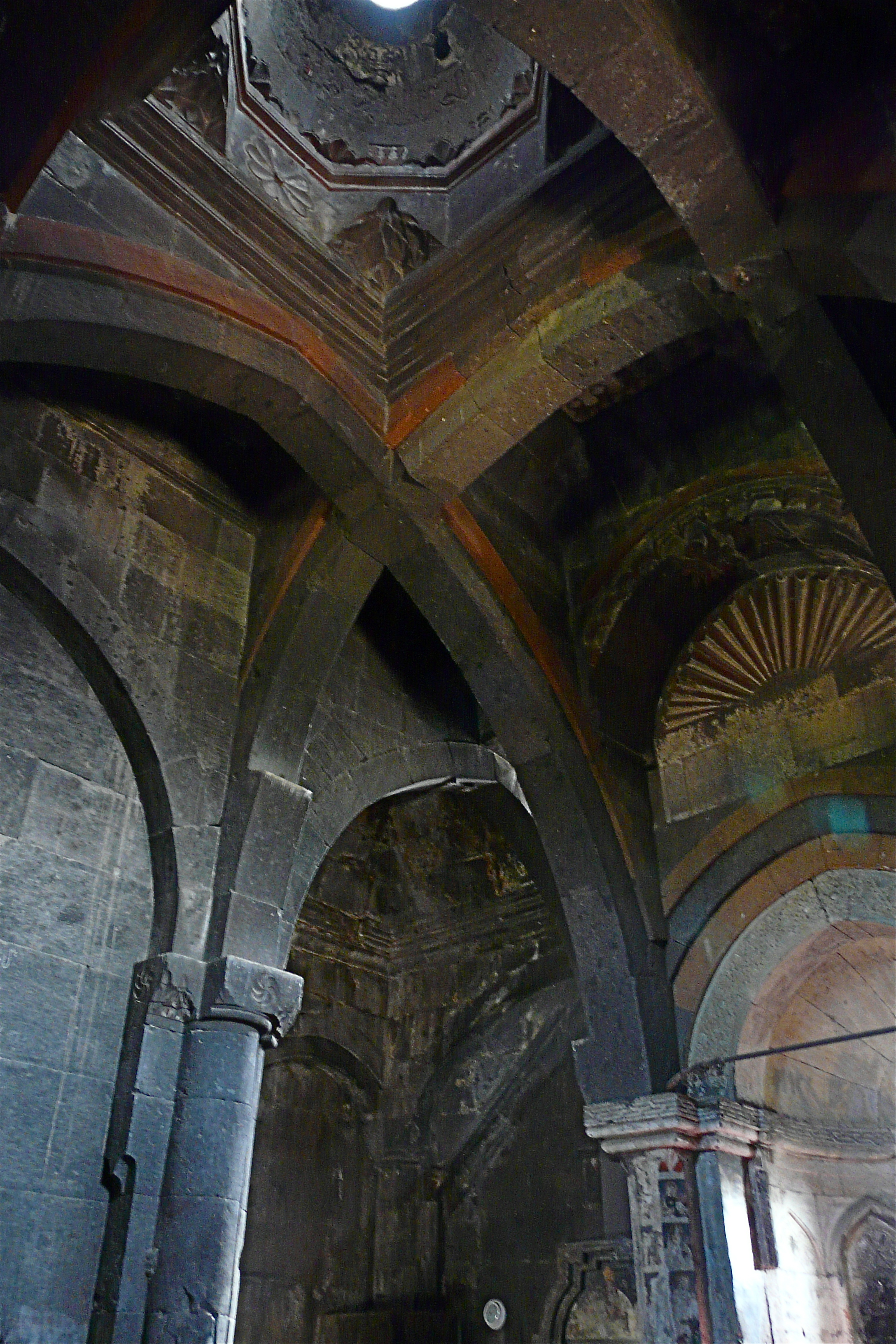
Voûte du matenadaran.
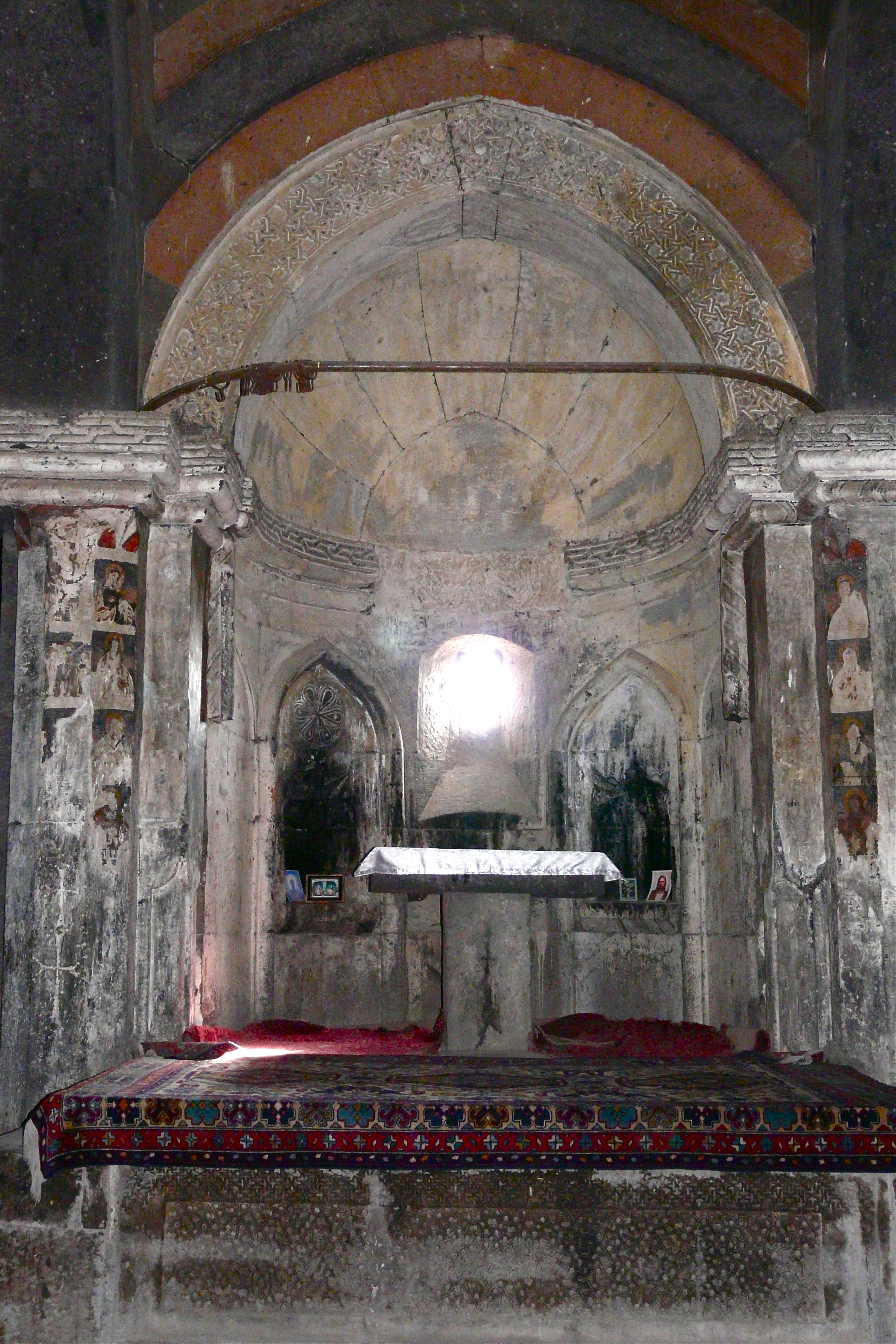
Abside du matenadaran.
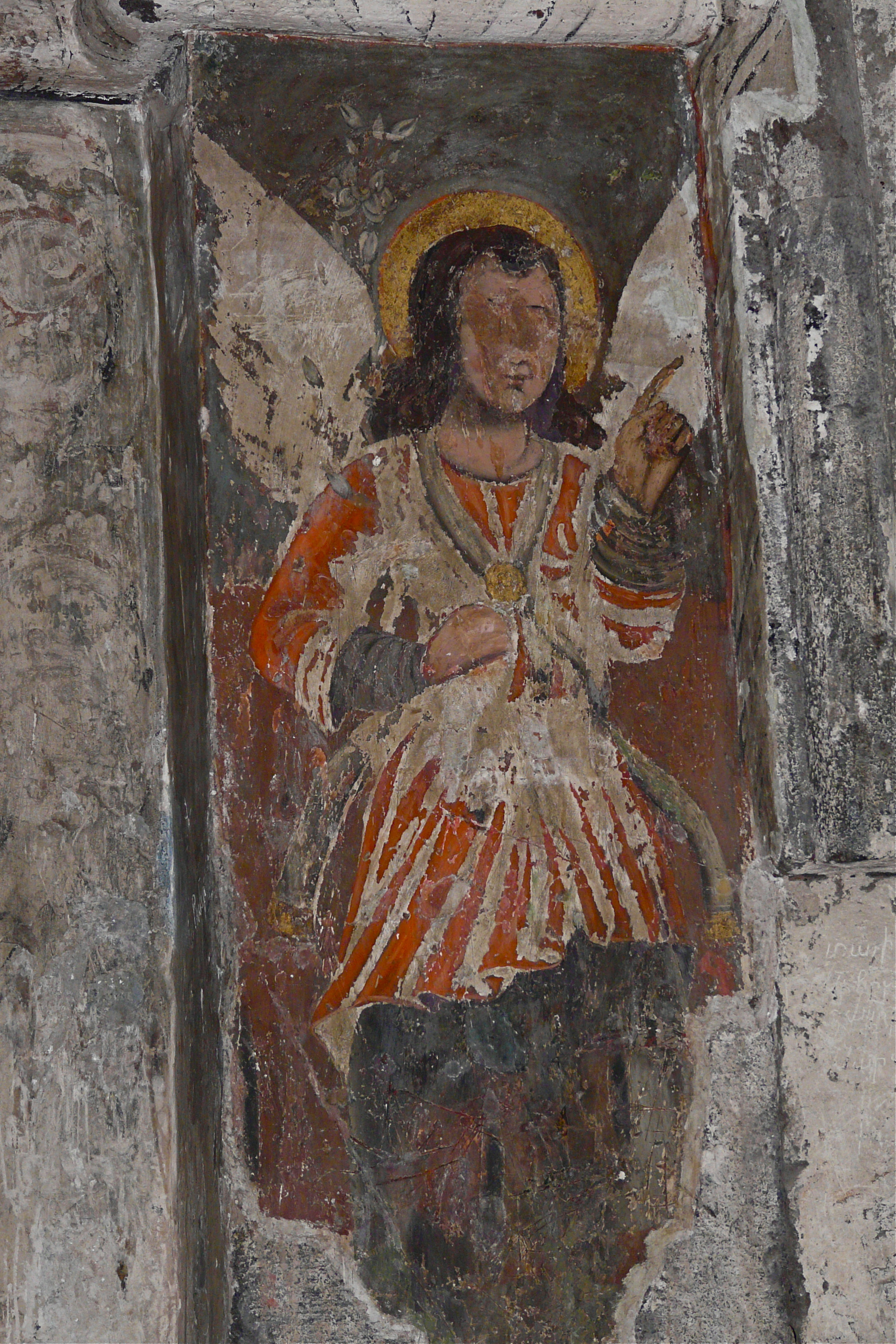
Peinture d'un des intrados.

### Autres bâtiments
Sourp Astvatsatsin (« Sainte-Mère-de-Dieu ») de 1235 est une petite mononef adossée au mur oriental du matenadaran, son unique voie d'accès.
Enfin, une enceinte fortifiée et des bâtiments conventuels aujourd'hui disparus complètent le site.